# Seseli rimosum
Seseli rimosum är en flockblommig växtart som beskrevs av Pimenov. Seseli rimosum ingår i släktet säfferötter, och familjen flockblommiga växter. Inga underarter finns listade i Catalogue of Life.